# Energiesektor in Polen

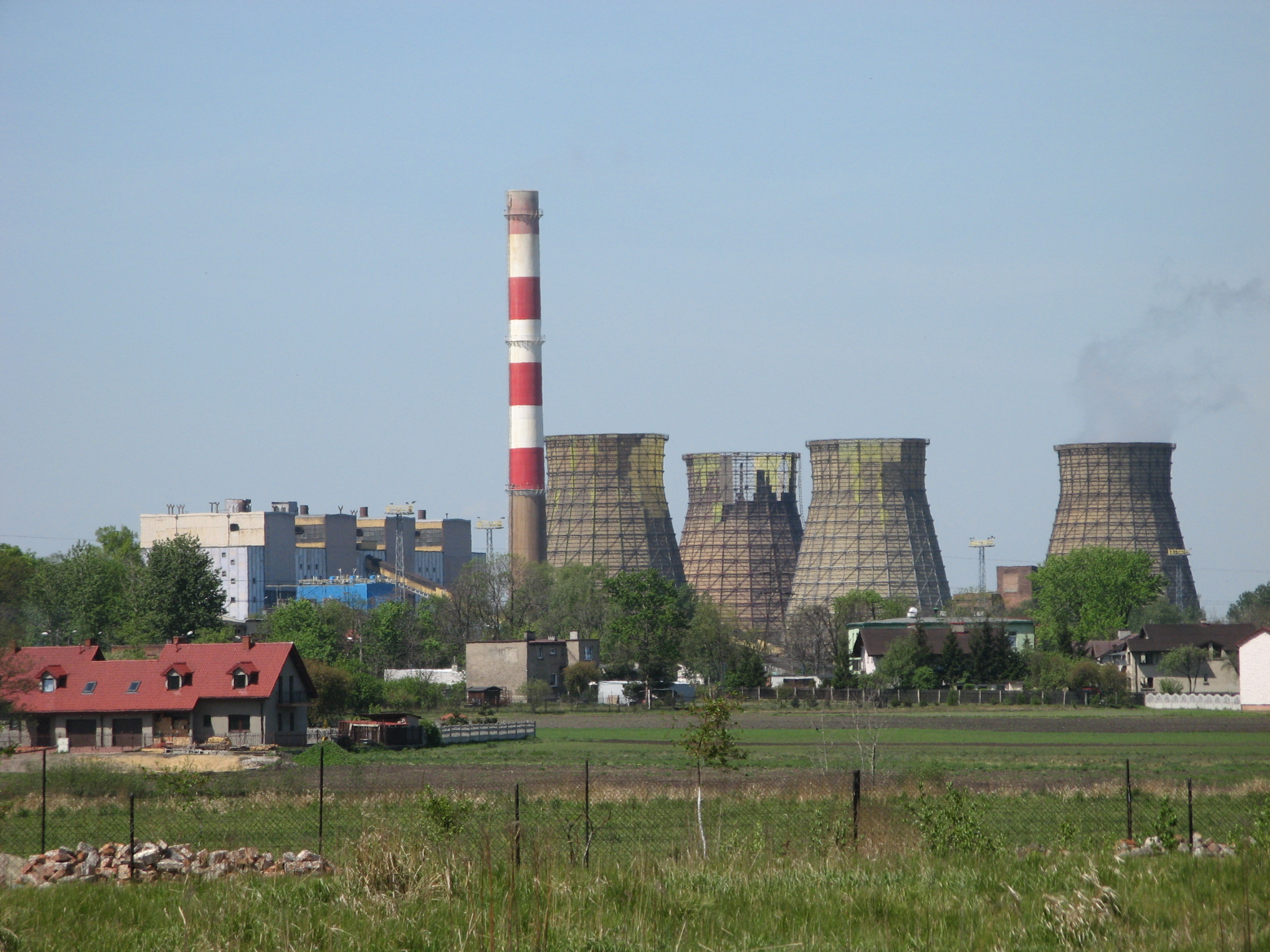
Kraftwerk Halemba

Der Energiesektor in Polen ist mit einer Stromerzeugung von 179 TWh im Jahr 2022 der sechstgrößte in der Europäischen Union. Der polnische Energiesektor hängt stark von fossilen Energieträgern, insbesondere Stein- und Braunkohle, ab. Allein 20 % der Stromproduktion wird vom Kraftwerk Bełchatów gedeckt, dem zweitgrößten Kohlekraftwerk der Welt. Polen ist für etwa ein Drittel des europaweiten Verbrauchs an Kohle zur Energiegewinnung verantwortlich.
Erneuerbare Energien machten 2020 lediglich rund 11 % des erzeugten Stromes aus. Bis 2040 plant die polnische Regierung, den Anteil emissionsfreier Energien auf 50 % anzuheben. Neben erneuerbaren Energien ist auch der Bau von sechs Atomreaktoren geplant, die zwischen 2033 und 2043 ans Netz gehen sollen.

## Geschichte

Stromgewinnung in Polen nach Energiequelle

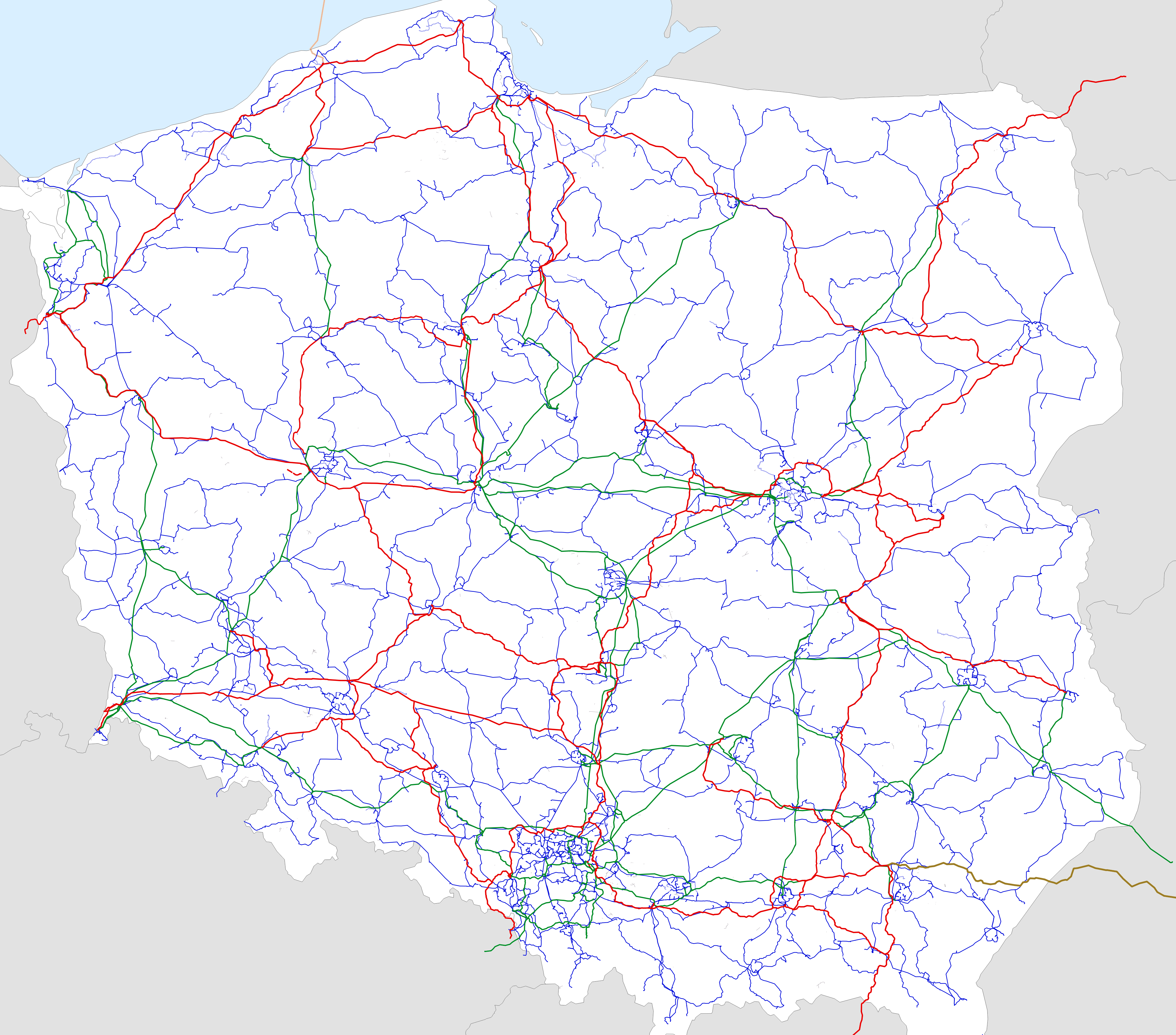
Hochspannungsnetz mit 400- (rot), 220- (grün) und 110- (blau) kV-Leitungen. In hellbraun eine 750-kV-Verbindung in die Ukraine.

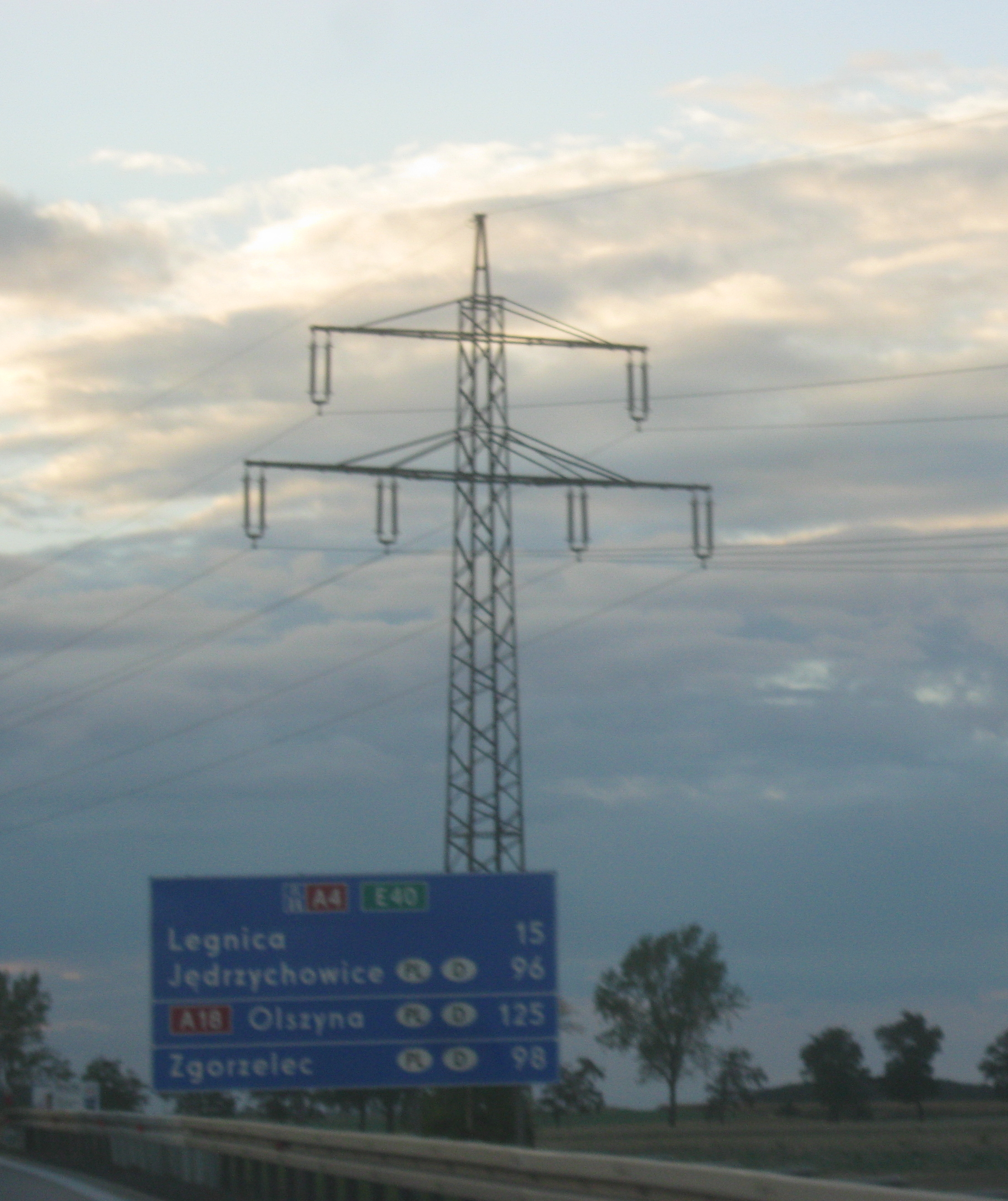
Die zahlreichen noch heute im Westen Polens bestehenden Hoch- und Mittelspannungsmasten deutscher Bauart unterscheiden sich vom Mastbild der späteren polnischen Masten.

In der zweiten polnischen Republik vor dem Zweiten Weltkrieg gab es anders als im Deutschen Reich noch kein zusammenhängendes Verbundnetz und Elektrizität war kaum verbreitet. Im Jahre der polnischen Unabhängigkeit 1921 benutzte der Durchschnittsbürger 7,5 Watt Strom, lediglich im polnischen Teil Oberschlesiens war der Verbrauch mit 82 Watt deutlich höher.
Erst Ende der 1930er Jahre wurde mit dem Bau eines landesweiten Stromnetzes begonnen, fertig gestellt wurde lediglich eine 150-kV-Freileitung von Tarnów-Mościce über Starachowice nach Warschau, welche die Industriegebiete im Süden des Landes mit der Hauptstadtregion verband. Diese Freileitung existiert noch heute, wird aber mit 110 kV betrieben. Eine weitere Freileitung führte von Stacharowice nach Stalowa Wola.
Nach dem Zweiten Weltkrieg fielen Kraftwerke und Teile des deutschen 110-kV-Verbundnetzes in den deutschen Ostgebieten an Polen. Dazu gehörten das Kraftwerk Jaworzno, das Kraftwerk Chorzów, das Kraftwerk Łaziska, das Kraftwerk Siechnice, das Kraftwerk Stettin, die Bobertalsperren sowie das unfertige Kraftwerk Halemba. Nach Kriegsende wurden diese Kraftwerke an den restlichen Teil Polens angebunden und ein landesweites Verbundnetz aufgebaut. Von nun an bildete das oberschlesische Kohlerevier das Rückgrat der polnischen Energieversorgung.

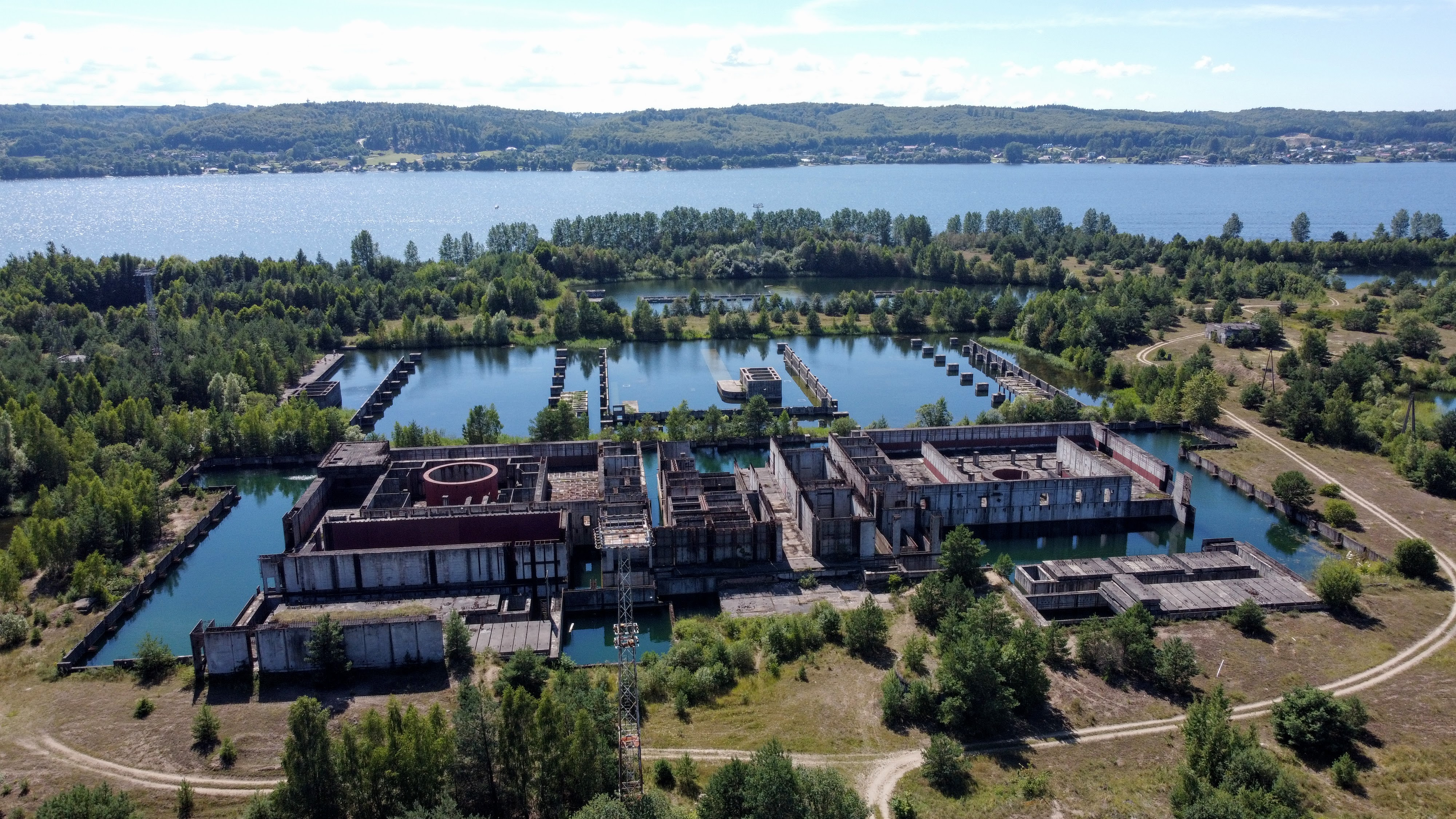
Bauruinen des Kernkraftwerkes Zarnowiec

Ab 1972 wurden mit den Planungen des Kernkraftwerk Żarnowiec begonnen. Die Arbeiten begannen 1980, verzögerten sich jedoch nach der Reaktorkatastrophe von Tschernobyl 1986, da es massiven Widerwillen der Bevölkerung gegen das Projekt gab. 1989 wurde der Bau zunächst unterbrochen und nach einem Referendum 1990 komplett eingestellt. Seitdem gab es mehrere Versuche, die Kernenergie in Polen einzuführen. Standort für das erste Kraftwerk soll Choczewo nahe der Ostsee ca. 75 km nordwestlich von Danzig sein.
Erneuerbare Energien werden sukzessive ausgebaut, wenn auch bisher auf niedrigerem Niveau als in den Nachbarstaaten. Im Jahr 2022 wurden 7185 MWh durch Windenergie erzeugt. Die Kapazität der an das Stromnetz angeschlossenen Fotovoltaikanlagen betrug am 31. Juli 2022 insgesamt 10.586,2 MW.
Bis 2030 sollen 5,9 GW an Offshore-Windenergie ans Netz gehen. Die ersten Turbinen in der polnischen Ostsee könnten 2025 Strom ins Netz einspeisen.